# Karangwa
Karangwa je rijeka u Gabonu, lijeva pritoka rijeke Ivindo.